# Jurovo
Jurovo is een plaats in de gemeente Žakanje in de Kroatische provincie Karlovac. De plaats telt 91 inwoners (2001).